# Käthe Loewenthal

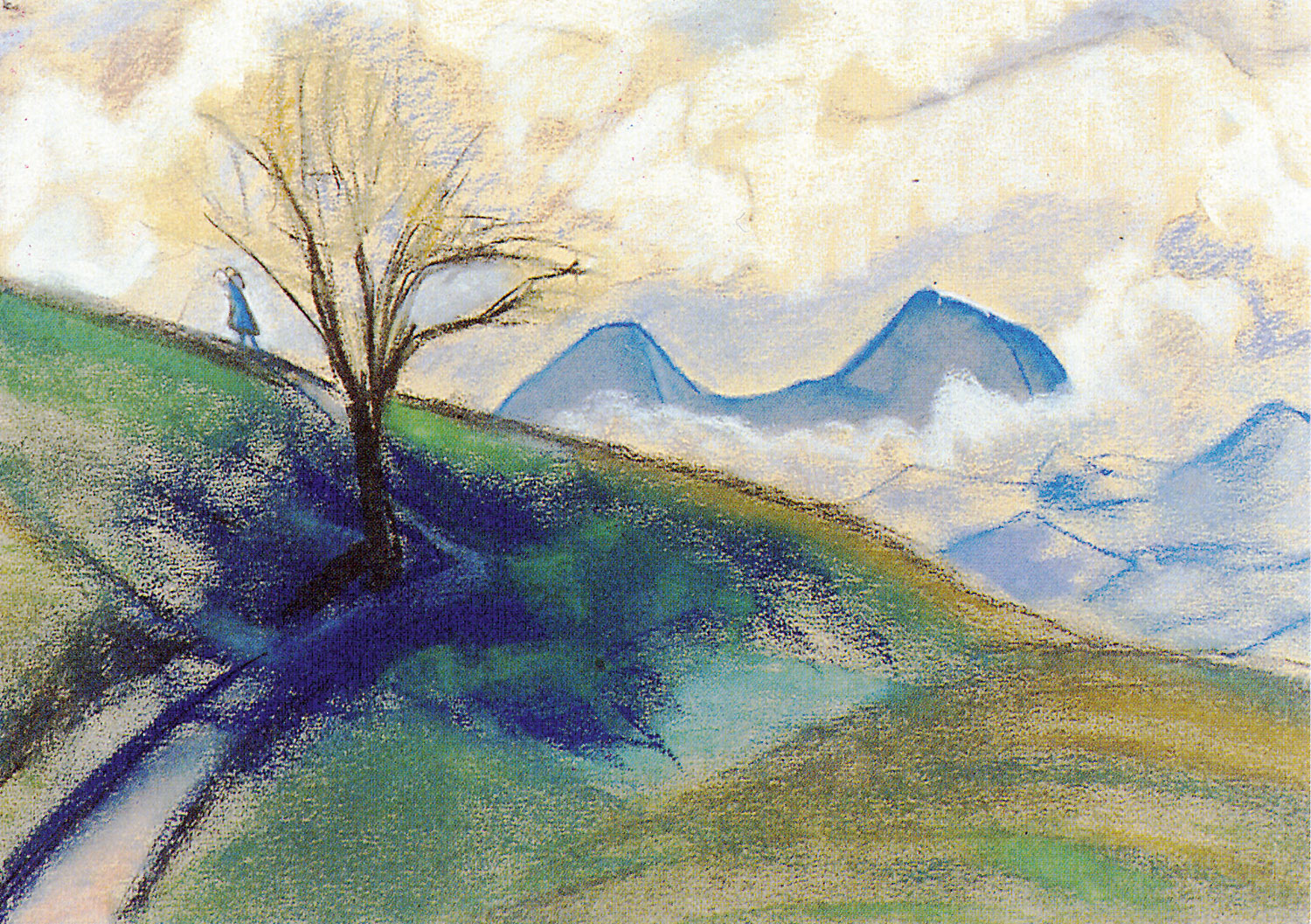
Krajobraz ok. 1920

Käthe Loewenthal (ur. 27 marca 1878 w Berlinie, zm. 26 kwietnia 1942 w Izbicy) – niemiecka malarka pochodzenia żydowskiego.

## Życiorys
Käthe Loewenthal była najstarszą z pięciu córek prof. Williama Loewenthala i Clary Loewenthal. Urodziła się w Berlinie, lecz rodzina zmieniała często miejsce zamieszkania, gdyż ojciec, profesor uniwersytecki, wykładał na wielu uczelniach (w Genewie, Lozannie, Paryżu, Belgrano (Argentyna), Bernie). W roku 1890 wraz z rodziną przeniosła się do Berna. Tam zaprzyjaźniła się z rodziną ewangelickiego pastora, zamieszkała u niej, przyjęła chrzest i konfirmację.
Käthe Loewenthal ukończyła szkołę w Berlinie w 1895 i studiowała przez dwa lata malarstwo u Ferdinanda Hodlera. Wyjeżdżała za granicę, w Paryżu poznała Leona von König, znanego z malowania portretów. Wróciła z nim do Berlina i kontynuowała naukę w założonej przez niego prywatnej szkole artystycznej.
W latach 1904 i 1905 działała jako niezależna artystka w Monachium, została członkiem nadzwyczajnym monachijskiego Stowarzyszenia Artystek. W roku 1909 wyjechała do Tybingi, potem do Stuttgartu, gdzie została członkinią Wirtemberskiego Stowarzyszenia Malarek.
Brała udział w wielu wystawach, jak Stuttgarter Sezession czy w monachijskim Glaspalast.
Po roku 1933 sytuacja Żydów w Niemczech pogorszyła się. Z trudem zdołała zarobić na swoje utrzymanie. W 1941 musiała opuścić mieszkanie w Stuttgarcie i została umieszczona w obozie w Göppingen, skąd Niemcy przewieźli ją do Izbicy, gdzie ją zamordowali w 1942.
Wiele jej obrazów uległo zniszczeniu podczas bombardowania Stuttgartu w 1943. Wojnę przetrwało ok. 250 prac.